# غاري كوب
غاري كوب (بالإنجليزية: Gary Cobb)‏ (6 أغسطس 1968 في المملكة المتحدة - ) هو لاعب كرة قدم بريطاني في مركز جناح ‏. لعب مع سوانزي سيتي ونادي فولهام ونادي لوتون تاون ونادي نورثامبتون تاون وBedford Town F.C. ‏ وسانت ألبانز سيتي وAylesbury United F.C. ‏ وتشيشام تاون ‏.

## وصلات خارجية
- غاري كوب على موقع قاعدة بيانات كرة القدم.إي يو (الإنجليزية)